# Rope (singel)
Rope – singel amerykańskiego zespołu rockowego Foo Fighters z ich siódmego albumu Wasting Light. Singel miał swoją premierę w radiu 23 lutego, natomiast został wydany 1 marca 2011. Singel jest drugim w historii, który zadebiutował na pierwszym miejscu listy Rock Songs magazynu Billboard, po singlu „The Catalyst” zespołu Linkin Park w 2010.

## Lista utworów
1. „Rope” (deadmau5 Mix)
2. „Rope”

## Listy przebojów
| Lista przebojów (2011)    | Pozycja |
| ------------------------- | ------- |
| ARIA Charts               | 55      |
| Ö3 Austria Top 40         | 51      |
| Ultratop 50               | 7       |
| Ultratop 40               | 19      |
| Canadian Hot 100          | 41      |
| Tracklisten               | 13      |
| MegaCharts                | 31      |
| Media Control Charts      | 83      |
| UK Singles Chart          | 22      |
| Billboard Hot 100         | 68      |
| Modern Rock Tracks        | 1       |
| Billboard Hot 100 Airplay | 64      |
| Rock Songs                | 1       |